# اف‌وی آتنا
اف‌وی آتنا (به انگلیسی: FV Athena) یک کشتی است که طول آن ۱۰۵٫۰۰ متر (۳۴۴ فوت ۶ اینچ) می‌باشد. این کشتی در سال ۱۹۹۲ ساخته شد.